# Henriette Valium
Henriette Valium   (Montreal, 4 de maig de 1959 - 1 de setembre de 2021) era un autor de còmic quebequés.

## Biografia
Nascut Patrick Henley, començà a autopublicar en la dècada de 1980: els primers títols, Vajorbine 14 (1981) i Iceberg (1983), eren llibrets fotocopiats i grapats; Motel (1986) i 1000 Rectums, c’tun album Valium! (1987) comptaven amb una portada serigrafiada a color; i en Primitive Crétin! (1993) ja usà eixa tècnica per a tot el llibre, sempre en tirades limitades i artesanals. Llavors treballava a un estudi dalt de la sala de concerts Les Foufounes, per a la qual dissenyava els cartells, i ja era reconegut per artistes més jóvens com Marc Bell, Eric Braün, Simon Bossé, Rupert Bottenberg, Hélène Brosseau, Caro Caron, Howard Chackowicz, Julie Doucet, Richard Suicide, Alexandre Lafleur, Denis Lord, Billy Mavreas o Rick Trembles i, durant la dècada de 1990, altres com Guim, Mathieu Massicotte, Quesnel i Carlos Santos. Malgrat el reconeixement de la crítica i dels companys de professió, i dels premis rebuts durant la dècada del 2010, Valium no aconseguí rebre cap suport institucional, ans hagué de viure del seu treball a un garatge reconvertit en estudi.
Comparat sovint amb l'estatunidenc Robert Crumb com a pioner del còmic alternatiu, Valium feia dibuixos extremadament detallats i complexes amb personatges surrealistes; quant a discurs, Henriette sovint era titlat d'homòfob, nazi o raciste, quan en realitat ironitzava amb tota ideologia absurda. Un dels seus motius recurrents era Tintín, un personatge del qual reinterpretava pàgines senceres amb el nom invertit de Nitnit.

## Premis
- 2017: trofeu Pigskin Peters dels premis Doug Wright per The Palace of Champions.
- 2018: premi Albert Chartier a la contribució artística al còmic quebequés.
- 2020: premi Expozine al millor còmic en francés per Nitnit